# ستيج كلايسون
ستيغ كلايسون (بالسويدية: Stig Claesson) (ولد في 2 يونيو 1928، وتوفي في 4 يناير 2008) هو كاتب ورسام توضيحي سويدي. ولد كلايسون في 2 يونيو 1928 في هدينج، جنوب مدينة ستوكهولم. وحضر الأكاديمية الملكية السويدية للفنون بين عامي 1947 و1952، حيث بدأ في ذلك الوقت بتوضيح الأدب السويدي مثل روايات بير أندرس فوجلستروم. كلايسون هو والد الممثل ليف كلايسون.
بدأ كلايسون لأول مرة في مسيرته في الكتابة عام 1956، عندما كان عمره 28 عاما. خلال حياته المهنية نشر كلايسون أكثر من 80 كتابا. ويستند عدد من كتبه على السفر إلى الخارج والتحرك في الحدود بين التقارير والخيال. ومن بين أشهر أعماله المعروفة (المشي في الشمس) والتي تم إنتاجها في فيلم مع جوستا إكمان في دور الشخصية الرئيسية. قدم كلايسون أعمالا عن المناطق النائية والريفية في السويد ووصف الصراع بين المدن والبلدان في كتب مثل (من يحب اونغفه فريج) والذي ترجم إلى 10 لغات وتم تصويره للتلفزيون في 1973 بطولة ألان إدوال.
وكان كتابه الأخير هو (مساءالخيرآنسة آن)، الذي نشر في عام 2006. وقد حازت أعمال ستيغ كلايسون العديد من الجوائز، مثل الجائزة الأدبية لصحيفة سفينسكا داغبلاديت وجائزة سلمى لاجيرلوف. ومنحته جامعة أوبسالا شهادة الدكتوراة الفخرية في عام 1974.
توفي ستيغ كلايسون في 4 يناير 2008 في مدينة ستوكهولم.

## أعماله
- قصة من أوروبا، 1956
- من العالم الجديد، 1961
- مؤيد، 1962
- المزارعون، 1963
- كتاب استوكهولم، 1966
- كيكي، رجل صغير، 1966
- لاج لينديل، 1966 (بونيرز كتب فنية صغيرة)
- بنات، 1967
- الموت يدعى كونراد، 1967
- القصص 21، 1968
- من يحب ينجف فريج، 1968؛ تم تصويره عام 1973
- نيلي، 1969
- الحقيقة ولا شيء سواها عام 1970
- صديقي تشارلي (صديقي تشارلي)، 1973
- المهنيين عام 1974
- صور استوكهولم الجديدة 1987
- عار هذا مثل الجليد 1987
- الحب لا يصدأ، 1988
- لم يعد البلد موجودا، 1989
- قبل وضوح السماء، 1989
- صيف استوكهولم، (الرسومات) 1989
- روزينا، 1991
- هو وهي 1992
- الرجال في عمري 1992
- التجول مع نفسي 1996
- الكراسي الزرقاء 1996
- أن تكون كما تريد، 1997
- الاسفلت الاسودالعشب الأخضر، 2000
- هذه أوروبا المحظوظة 2001
- أنت نم وانا سأقوم بالجلي عام 2004
- الحياة والحب 2005

## روابط خارجية
- ستيج كلايسون على موقع IMDb (الإنجليزية)
- ستيج كلايسون على موقع ميوزك برينز (الإنجليزية)
- ستيج كلايسون على موقع ديسكوغز (الإنجليزية)
- ستيج كلايسون على موقع قاعدة بيانات الفيلم (الإنجليزية)